# Steacyita
La steacyita és un mineral de la classe dels ciclosilicats, i dins d'aquesta pertany a l'anomenat “grup de la steacyita”. Va ser descoberta l'any 1982 a una mina de Mont-Saint-Hilaire, a l'estat de Quebec (Canadà), sent nomenada així en honor d'Harold R. Steacy, mineralogista canadenc.
Un sinònim és la seva clau: IMA1981-I i té com fórmula química K0.3(Na,Ca)₂ThSi₈O20..

## Característiques químiques
És un silicat de potassi, sodi, calci i tori. L'estructura molecular és de ciclosilicat amb anells dobles de quatre tetraedres de sílice.
A més dels elements de la seva fórmula, sol portar com a impureses: urani, arsènic, manganès, plom, fluor i fòsfor.

## Formació i jaciments
Apareix en roques magmàtiques de gabre - sienites amb nefelina, formada emplenant cavitats o bé en vetes de tipus pegmatita.
Sol trobar-se associat a altres minerals com: nenadkevichita, analcima, egirina, arfvedsonita, astrofilita, catapleita, eudialita, sérandita, vil·liaumita, baratovita, miserita o titanita.

## Usos
És buscat com a mena de l'estratègic tori. Per la seva forta radioactivitat ha de ser manipulat i emmagatzemat amb els corresponents protocols de seguretat.